# Nine Inch Nails
« NIN » redirige ici. Pour les autres significations, voir Nin (homonymie).
Nine Inch Nails [naɪn ɪnt͡ʃ ˈneɪlz], NIN ou parfois stylisé NIИ, est un groupe de metal industriel américain, originaire de Cleveland, dans l'Ohio. Il est formé en 1988 par Trent Reznor, le principal producteur, chanteur, compositeur et instrumentiste, qui représente l'unique membre officiel de Nine Inch Nails et reste le seul responsable de sa direction, jusqu'à l'arrivée du musicien anglais Atticus Ross dans le groupe en 2016. Principalement metal industriel, la musique de Nine Inch Nails propose un assemblage éclectique de genres comme le rock alternatif, l'ambient, l'electronica et la synthpop. Après l'enregistrement d'un album, Reznor recrute habituellement un groupe de musiciens pour jouer avec lui. La formation change à chaque nouvelle tournée et réadapte souvent les chansons pour correspondre à une interprétation en live. Sur scène, Nine Inch Nails intègre souvent des jeux de lumière comme éléments visuels de scénographie.
Les fans de la musique underground accueillent chaleureusement Nine Inch Nails durant ses premières années. Reznor produit plusieurs enregistrements très influents dans les années 1990 qui atteignent une grande popularité. Beaucoup de chansons de Nine Inch Nails sont devenues des succès radiophoniques. Parmi les douze nominations aux Grammy Awards reçues par Nine Inch Nails, deux chansons sont récompensées (Wish en 1992 et Happiness in Slavery en 1995). Leur discographie complète atteint des ventes dépassant les 30 millions d'albums à travers le monde, avec 11 millions de ventes certifiées seulement aux États-Unis. En 1997, Reznor apparait dans le magazine Time dans la liste des personnes les plus influentes de l'année, et le magazine Spin le décrit comme l'« artiste incontournable de la musique. » En 2004, le magazine Rolling Stone place Nine Inch Nails à la 94e place des 100 plus grands artistes de tous les temps. En dépit de cette renommée, le groupe a eu plusieurs querelles avec l'industrie du disque. En 2007, ces problèmes ont forcé Trent Reznor à annoncer que Nine Inch Nails se séparerait de son label et deviendrait indépendant.
Depuis 1989, Nine Inch Nails compte un total de treize albums studio. Les derniers albums Ghosts V: Together et Ghosts VI: Locusts, entièrement instrumentaux, ont été mis en ligne par le groupe sur son site officiel en téléchargement gratuit. L'avant dernier album, intitulé Bad Witch, formant une trilogie avec Not The Actual Events et Add Violence, est publié en 2018. Deux des albums précédents, Ghosts I-IV et The Slip, furent publiés en 2008 sous la licence Creative Commons (BY-NC-SA). Ces derniers sont initialement publiés en version numérique, les versions physiques étant arrivées plus tard. La version numérique de The Slip est publiée gratuitement, et Ghosts I-IV, également disponible à la vente, est publié sous licence Creative Commons et donc librement partageable.

## Biographie

### Débuts (1987–1988)

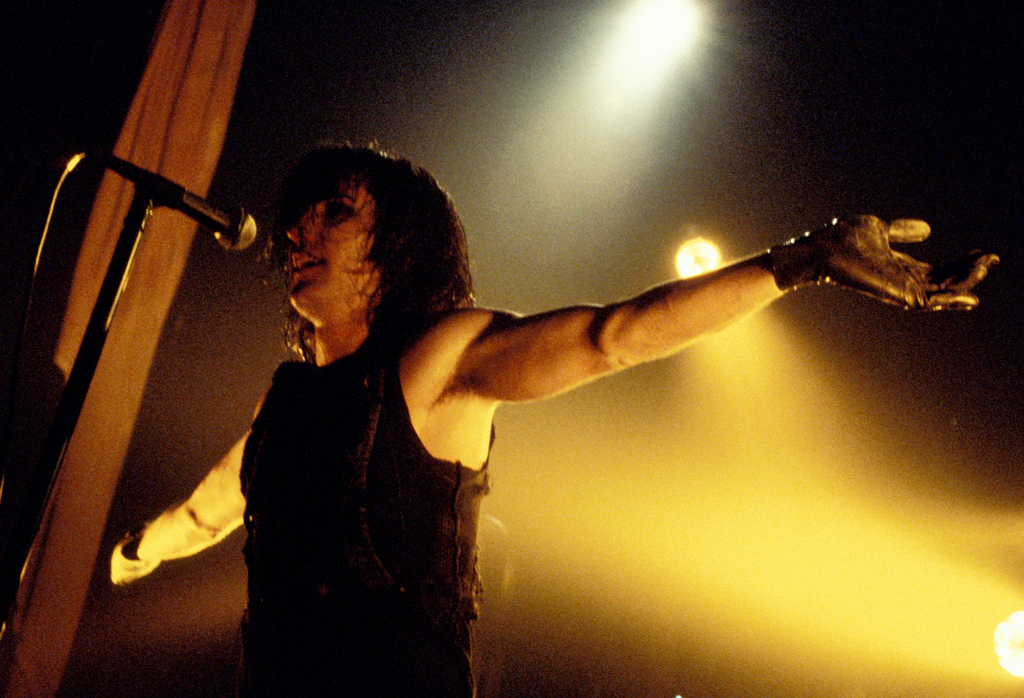
Trent Reznor lors du Self-Destruct Tour.

En 1987, Trent Reznor est claviériste à Cleveland, dans l'Ohio, dans un groupe appelé Exotic Birds, alors dirigé par John Malm, Jr.. Reznor et Malm deviennent alors amis et lorsque Reznor quitte le groupe pour créer sa propre musique, Malm devient son manager À l'époque, Reznor travaille comme ingénieur et concierge aux Right Track Studios. Il demande au propriétaire du studio, Bart Koster, la permission d'enregistrer quelques démos de son propre matériel gratuitement pendant les heures de fermeture. Koster accepte, et Reznor joue et enregistre tous les instruments à l'exception de la batterie. Plusieurs labels sont favorables au premier douze pouces, sorti chez un label européen et Reznor signe chez TVT Records. Neuf chansons de Right Track, enregistré en 1988, sont disponibles sur l'album Pretty Hate Machine (1989).
Reznor déclare en 1994 avoir inventé le nom de Nine Inch Nails, car il était facile à abréger plutôt que pour un quelconque sens littéral. D'autres rumeurs tentant d'expliquer l'origine de ce nom circuleront, alléguant que Reznor faisait référence aux clous ayant servi à la crucifixion du Christ, ou à la taille des ongles de Freddy Krueger. Le logo de Nine Inch Nails, qui se compose des lettres [NIИ] placées à l'intérieur d'un cadre, est conçu par Reznor et Gary Talpas. Le premier logo apparait sur le clip du premier single, Down in It, et est inspiré par Tibor Kalman de la typographie présente sur l'album Remain in Light de Talking Heads. Talpas, originaire de Cleveland, continue à concevoir les couvertures jusqu'en 1997.

### Pretty Hate Machine(1989–1991)

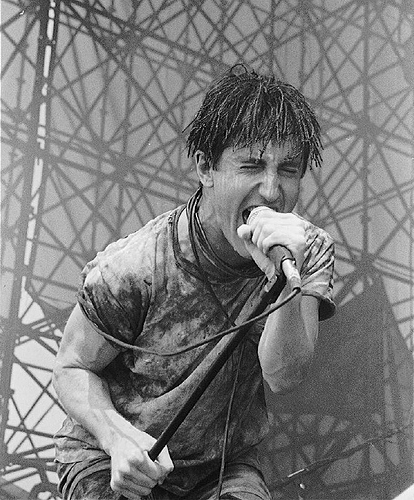
Reznor durant le festival de Lollapalooza en 1991.

Nine Inch Nails sort son premier album intitulé Pretty Hate Machine en 1989.
Reznor en est l'auteur, compositeur et interprète. L'album marque sa première collaboration avec Adrian Sherwood, qui produit le premier single Down in It depuis Londres sans jamais avoir rencontré Reznor, et Mark « Flood » Ellis. La production de Flood apparaît sur tous les grands albums de Nine Inch Nails jusqu'en 1994, et Sherwood créé des remixes pour le groupe jusqu'en 2000. Reznor et ses coproducteurs ont complété l'album à partir des démos du Right Track Studio en y ajoutant les singles Head Like a Hole et Sin. Micheal Azerrad, journaliste pour le magazine Rolling Stone, décrit l'album comme « une force noise-industrielle dans un cadre contextuel » et « une musique déchirante mais accrocheuse » ; Reznor proclame que cette combinaison est une « déclaration sincère » et "ce qu'il avait en tête à l'époque". Bien que l'album n'ait pas réussi à se faire une place dans le Top 70 après avoir passé 113 semaines dans le Billboard 200, Pretty Hate Machine devient l'un des premiers albums indépendants à atteindre la certification platine.
Reznor demande à Sean Beavan de s'occuper du mixage des démos de Pretty Hate Machine. Celui-ci mixera également lors des concerts de Nine Inch Nails pendant plusieurs années, devenant finalement un membre non officiel du groupe live. Il chante aussi les chœurs en concert depuis sa place à la table de mixage. Reznor invite ensuite Beaven à travailler sur The Downward Spiral, ainsi qu'à mixer plusieurs chansons de Marilyn Manson sur l'album Portrait of an American Family (tous deux sortis en 1994). Après avoir contribué sur plusieurs remixes de Nine Inch Nails (y compris le single Closer to God), il mixe et coproduit l'album Antichrist Superstar de Marilyn Manson en 1996.
Trois clips sont réalisés pour la promotion de l'album. MTV a diffusé les clips Down in It et Head Like A Hole, mais un clip explicite de Sin n'est sortie que sous une forme partielle sur la vidéo Closure. La version originale de Down in It finit avec l'image de Reznor tombant d'un immeuble et mourant dans la rue. Cette séquence attire l'attention du FBI, comme l'explique Reznor dans une interview avec Convulsion Magazine : « Il y avait une scène ou j'étais étendu sur le sol, feignant d'être mort, dans une position Lodger-esque et nous avions une caméra accrochée sur un gros ballon-sonde rempli d'hélium. Lorsque nous avons commencé, j'étais étendu sur le sol et les cordes qui tenaient ce ballon se rompirent, la caméra s'envola alors dans le ciel... Elle atterrit à environ trois cent kilomètres plus loin, dans un champ. Quelqu'un la trouva et la déposa dans un poste de police. Pensant que c'était une caméra de surveillance pour la culture du cannabis, ils développèrent la bande et crurent que c'était une sorte de snuff movie. Ils la transférèrent au FBI dont les pathologistes regardant le corps déclarèrent : "Ouais, il est pourri" (j'avais de la farine de maïs sur moi), "il est en cours de décomposition depuis 3 semaines". On pouvait aussi voir les autres membres du groupe s'éloigner du corps. Comme ils portaient des habits étranges, ils pensèrent que c'était une sorte de gang de tueurs »
En 1989, à la suite d'une blague lancée probablement après une soirée arrosée, Nine Inch Nails se voit offrir une apparition au Dance Party USA. En 1990, Nine Inch Nails commence le Pretty Hate Machine Tour Series, où ils effectuent leurs concerts comme premières parties d'artistes de rock alternatif tels que Peter Murphy et The Jesus and Mary Chain,. À un certain moment, Reznor commence à détruire son matériel sur scène. Nine Inch Nails entame alors une tournée mondiale qui se poursuit après le festival Lollapalooza en 1991.

### Broken(1992–1998)

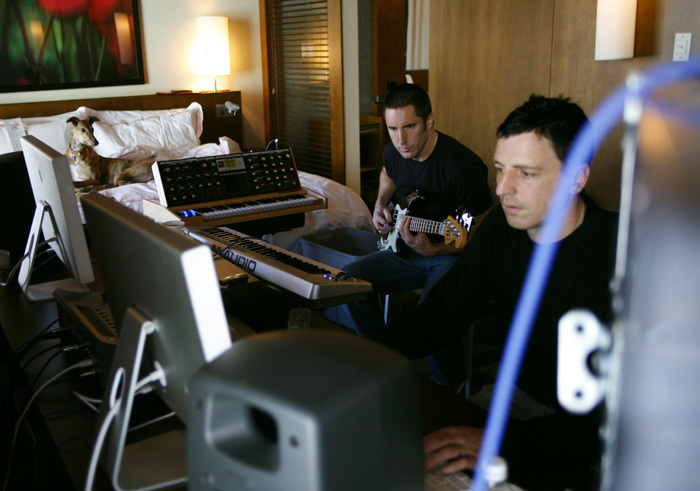
Trent Reznor et Atticus Ross à Toronto, au Canada, en 2006.

Après les réactions négatives en première partie de Guns N'Roses en Europe, le groupe retourne aux États-Unis et subit la pression de TVT pour donner un successeur à Pretty Hate Machine. Après s'être rendu compte que le label nuit à la maîtrise de son projet, Reznor finit par s'opposer à leur volonté de faire de NIN un groupe synthpop. Il demande également au label de résilier son contrat, demande qu'ils préfèrent ignorer. En réponse, Reznor commence à enregistrer secrètement sous divers pseudonymes pour éviter les interférences avec sa maison de disques. Le chanteur déclarera plus tard qu'il détestait le label TVT et conclut un accord avec Interscope Records pour l'enregistrement d'un EP intitulé Broken (1992).
En 1992, Nine Inch Nails sort donc Broken, un EP avec six chansons et deux morceaux bonus. Reznor décrit Broken comme une guitare basée sur « souffle de la destruction », et « beaucoup plus difficile [...] que Pretty Hate Machine. » Les chansons de Broken ont gagné deux Grammy Awards : une pour la meilleure performance pour le premier single Happiness in Slavery lors du festival Woodstock '94, et une pour le second single Wish.
Peter Christopherson des groupes Coil et Throbbing Gristle réalise le clip de Wish, mais la vidéo la plus dérangeante de l'EP reste le clip Happiness In Slavery. La vidéo est célèbre pour avoir été presque interdite partout dans le monde ; elle représente l'artiste Bob Flanagan déshabillé et couché sur une machine qui le torture et le tue tandis qu'il y prend du plaisir. Une troisième vidéo pour Pinion est composée partiellement des séquences d'ouverture Alternative Nation d'MTV. Reznor et Christopherson compilent ces trois fameux clips avec des images pour Help Me I Am in Hell et Gave Up dans un clip version longue aussi appelé Broken. Il décrit l'assassinat d'un jeune homme qui est enlevé et torturé pendant qu'il regarde les vidéos. Ce clip n'est jamais sorti officiellement,.
Une vidéo pour Gave Up avec Richard Patrick et Marilyn Manson est filmée au 10050 Cielo Drive, Benedict Canyon, Los Angeles (rebaptisé Le Pig par Reznor), la maison est tristement célèbre pour être le lieu des meurtres commis par Charles Manson ; un enregistrement live de Wish est également filmé, et les deux vidéos sont disponibles sur Closure sorti en 1997. Broken est suivi par un EP de remixes nommé Fixed sorti fin 1992.

### The Downward Spiral(1994)
Les premières idées pour l'album The Downward Spiral sont couchées après les concerts à Lollapalooza en 1991 qui prennent fin en septembre de la même année. Bien que la production par rapport à Broken ait commencé fin 1991, le processus d'écriture pour le deuxième album du groupe n'a pas débuté avant 1992. Reznor avait écrit plusieurs poèmes (mais aussi les thèmes qu'il explorera) dans son journal. Initialement, il devait enregistrer l'album à La Nouvelle-Orléans, mais faute de ressources financières, il dut se raviser. Il visita une quinzaine de maisons en une seule journée, avec pour objectif de trouver un bâtiment construit dans une zone résidentielle de Los Angeles. 10050 Cielo Drive a été son choix définitif pour l'enregistrement de l'album, mais il n'est entré dans la maison pour la première fois que le 4 juillet 1992.
Le deuxième album The Downward Spiral entre dans le Billboard 200 en 1994 à la deuxième place (devant l'album Superunknown de Soundgarden sorti le même jour), et reste l'album de Nine Inch Nails le plus vendu : aux États-Unis plus de quatre millions d'exemplaires, et cinq millions dans le reste du monde. Influencé par des albums de rock des années 1970 comme The Wall de Pink Floyd et Low de David Bowie, The Downward Spiral dispose d'une large éventail de textures et d'ambiances pour illustrer la progression psychologique du personnage central. Flood est de nouveau le coproducteur sur plusieurs titres de l'album, mais ceci s'avère être sa dernière collaboration avec Nine Inch Nails. L'album est enregistré au Le Pig Studio (une réincarnation de la salle de séjour de 10050 Cielo Drive), Beverly Hills - construit par Reznor dans la maison où la « famille » de Charles Manson ont assassiné Sharon Tate, épouse du réalisateur Roman Polanski, et quatre de leurs amis.
Des singles sont extraits de l'album : March of the Pigs, Closer, Hurt et Piggy et sont diffusés à la radio. Tous les singles ne sont pas rentrés dans les charts ; seul Closer sera classé 41e au Billboard Hot 100. Le clip de Closer est réalisé par Mark Romanek et est fréquemment diffusé sur MTV. Cette vidéo montre des évènements qui semblent appartenir au XIXe siècle dans un style savant fou qui traite de la religion, de la sexualité, de la cruauté envers les animaux, de la politique et de la terreur. De nombreuses images sont sujettes à controverses : une femme chauve et nue avec un crucifix sur son masque, un singe attaché à une croix, une tête de cochon qui tourne sur une machine, le schéma d'une vulve, Reznor portant un masque S&M et un bâillon-boule.
L'album est bien accueilli : en 2005, il est classé 25e dans la liste des « 100 plus grands albums entre 1985-2005 » par le magazine Spin, et en 2003, Rolling Stone classe l'album numéro 200 sur la liste des 500 plus grands albums de tous les temps. Le magazine Blender le classe 80e plus grand album américain. Il est classé 488e dans le livre des « 500 meilleurs albums de heavy metal de tous les temps » par Martin Popoff. En 2001, Q cite The Downward Spiral comme l'un des « 50 albums les plus lourds de tous les temps ».
Le Self-Destruct Tour pour la promotion de l'album atteint sa plus grande audience avec un concert de Woodstock '94 où les membres du groupe jouent couverts de boue ; il est diffusé en pay-per-view, et vu dans 24 millions de foyers,. Nine Inch Nails a connu un succès considérable par la suite, les effets en concert sont revus à la hausse en ajoutant des éléments théâtraux et visuels marquants. À cette époque, Reznor était très perfectionniste en studio. Son addiction aux drogues et à l'alcool avec en plus un certain manque d'inspiration retarderont la sortie d'un nouvel album.

### The Fragile(1999–2004)
Cinq ans s'écoulent entre The Downward Spiral, et l'album suivant de Nine Inch Nails The Fragile. Il sort en septembre 1999 sous la forme d'un double album. Il se place directement numéro un sur le Billboard 200 (une première pour Nine Inch Nails), les ventes dépassent les 228 000 exemplaires dès la première semaine mais reçoit pourtant des critiques mitigées  : Spin salue The Fragile comme « l'album de l'année », tandis que Pitchfork est déçu par des paroles jugées trop "mélodramatiques",. Plusieurs chansons sont régulièrement diffusées sur des stations de radio rock, mais l'album retombe à 16e place, et sort finalement du Billboard Top 10 seulement une semaine après sa sortie, ce qui établit un record de chute la plus rapide pour un numéro un (ce record a depuis été battu). Reznor a financé la suite de la tournée nord-américaine avec ses propres deniers.
Selon Trent Reznor, The Fragile est conçu en faisant de « l'écriture, l'organisation, la conception sonore et la production [...] une seule et même chose. On commence par une boucle de batterie ou un visuel et finalement une chanson émerge de tout ça ». Le producteur de rock canadien Bob Ezrin a été consulté sur la liste des chansons de l'album, le livret déclare qu'il « a assuré la continuité et les flux ». Avant la sortie de l'album, la chanson Starfuckers, Inc. a provoqué une réaction négative des médias mais Reznor voulait choquer avec ses paroles acerbes et cyniques. Patricia MacCormack analyse la chanson comme une « attaque cinglante de la scène musicale alternative », en particulier contre l'ancien ami et protégé de Reznor, Marilyn Manson. Les deux artistes mettent de côté leurs différends le temps d'une apparition de Manson dans le clip de la chanson et d'un passage sur scène avec Nine Inch Nails au Madison Square Garden, en 2000.

### With Teeth(2005–2006)

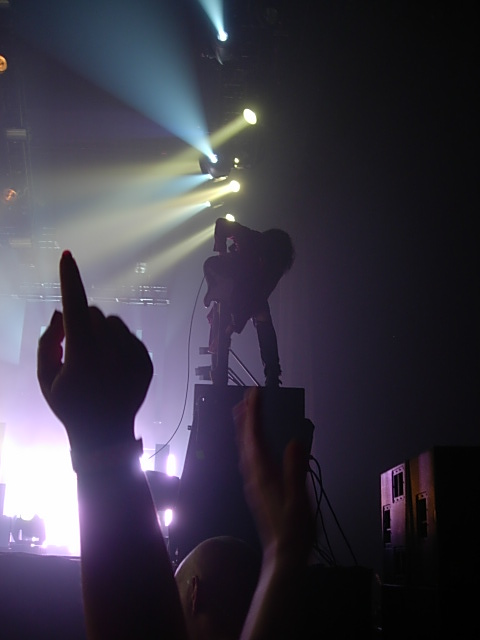
Aaron North, guitariste en live avec Nine Inch Nails en 2005.

Six nouvelles années s'écoulent avant que Nine Inch Nails ne sorte un cinquième album, With Teeth, en 2005. L'album a été écrit et enregistré après une longue bataille de Reznor contre son alcoolisme et sa toxicomanie. Comme The Fragile, With Teeth fait ses débuts dans le Top du Billboard 200. L'album ne contient pas de livrets comme sur les autres albums, mais il se contente plutôt d'énumérer les noms des chansons et des coproducteurs, et aussi l'URL pour récupérer un dossier PDF contenant les paroles et les crédits complets. L'album entier est mis à disposition dans un fichier audio sur la page MySpace officielle du groupe avant sa date de sortie.
La réception de l'album par les critiques est plutôt positive: Rolling Stone décrit l'album comme le "vintage de Nine Inch Nails". D'autres part, PopMatters critique l'album en disant simplement qu'il "a manqué des idées". Une vidéo promotionnelle pour la chanson The Hand that Feeds est créée et publiée sur le site officiel de Reznor en mars 2005, plutôt que sur les chaînes musicales traditionnelles. Reznor publie également des fichiers sources pour cette chanson dans un format GarageBand un mois plus tard, permettant aux fans de remixer la chanson. Reznor publie un fichier similaire pour le second single de l'album Only dans un large éventail de formats dont Pro Tools et ACID Pro. David Fincher réalise un clip pour Only en utilisant principalement une imagerie générée par ordinateur. Le troisième single, Every Day Is Exactly the Same, est sorti en avril 2006, mais un projet de Francis Lawrence pour le clip aurait été abandonné à l'étape de la post-production.
Nine Inch Nails lance une tournée sur le continent Nord-Américain en automne 2005, soutenu par Queens of the Stone Age, Autolux et Death from Above 1979. Un artiste de hip-hop Saul Williams, joue sur scène avec le groupe au Voodoo Music Experience festival lors d'une apparition en tête d'affiche. Une vidéo, intitulée Beside You in Time, est publiée en février 2007 sous trois formats : DVD, HD-DVD et Blu-ray.

### Year Zero(2007)

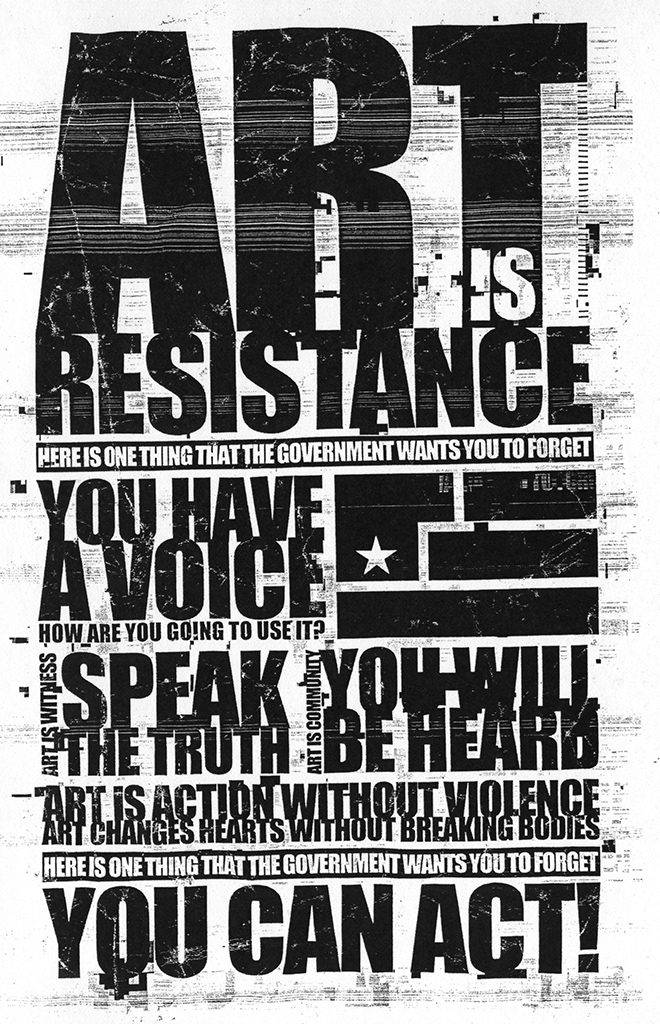
Flier.

Le cinquième album studio de Nine Inch Nails, Year Zero, sort deux ans seulement après With Teeth, un changement de rythme qui détonne avec celui des précédents albums. Avec des paroles écrites du point de vue de plusieurs personnages fictifs, Year Zero est un album-concept qui critique le gouvernement des États-Unis, leurs politiques actuelles et leur impact sur le monde dans les quinze ans à venir. L'histoire se déroule aux États-Unis en l'an 2022, nommé « année zéro » par le gouvernement des États-Unis. C'est l'année où l'Amérique renaît. Les États-Unis subissent plusieurs attaques terroristes majeures, apparemment par les fondamentalistes islamiques, notamment contre Los Angeles et Seattle. En réponse, le gouvernement prend le contrôle absolu du pays. Les États-Unis sont désormais une théocratie chrétienne fondamentaliste. Ils mettent en place un contrôle de la population par le biais d'institutions comme le Bureau of Morality (le bureau de la moralité) et le First Evangelical Church of Plano (La première église évangélique de Plano). La régie du pays, Cedocore, distribue des drogues Parepin à travers l'approvisionnement en eau, ce qui rend les américains apathiques et insouciants. Il existe plusieurs groupes de rebelles underground, opérant principalement en ligne, et plus particulièrement Art is Resistance et Solutions Backwards Initiative. En réponse à l'oppression croissante du gouvernement, plusieurs entreprises, et certains sites Web subversifs ont été transportés dans le temps jusqu'à nos jours par un groupe de scientifiques travaillant clandestinement contre ce gouvernement autoritaire. Les sites-du-futur sont envoyés en 2007 pour mettre en garde le peuple américain de l'avenir dystopique et pour l'empêcher de jamais voir le jour.
Les critiques de l'album sont généralement positives, avec une note moyenne de 76 % sur Metacritic. Le 12 février 2007, des fans trouvèrent sur un t-shirt de la nouvelle tournée de NIN que les lettres majuscules formaient les mots « I am trying to believe (je suis en train d'essayer de croire). Il est découvert que iamtryingtobelieve.com était un site internet, et bientôt furent découverts d'autres sites reliés par l'adresse IP, tous décrivant une contre-utopie du monde 15 années dans le futur. Plusieurs évènements reportés sur ces sites internet ont lieu pendant l'année « 0000 ». Vers le 14 février 2007, une clé USB est trouvée dans les toilettes pendant un concert de NIN à Lisbonne, au Portugal. La clé contenait un fichier MP3 en haute qualité de la chanson My Violent Heart, qui circulera rapidement sur internet. Une autre clé USB contenant le même morceau est également trouvée à Madrid, en Espagne.
Le 19 février, une nouvelle clé USB est trouvée à Barcelone (Espagne), contenant deux autres fichiers audio. L'un était la chanson Me, I'm Not et l'autre, un MP3 de grésillements. Le 25 février, une troisième clé USB est découverte à Manchester en Angleterre. Elle contenait deux fichiers : la chanson In this Twilight et une image du panneau Hollywood apparemment démoli. Cette image mène les fans sur un site appelé Hollywood in Memoriam. La chanson The Beginning of the End est diffusée sur la station KROQ entre 1 h et 2 h du matin le 3 mars 2007. Bien que la chanson n'est officiellement pas sortie, un enregistrement du passage radio commence à circuler sur Internet. Le 4 avril 2007, la première version pirate complète et en haute-qualité de l'album fut disponible sur internet. Le même jour, probablement en réaction à ce leak, le site officiel donna accès à un lecteur permettant l'écoute illimitée, gratuite, et en haute-qualité de l'album.

### Ghosts I–IVetThe Slip(2008–2009)

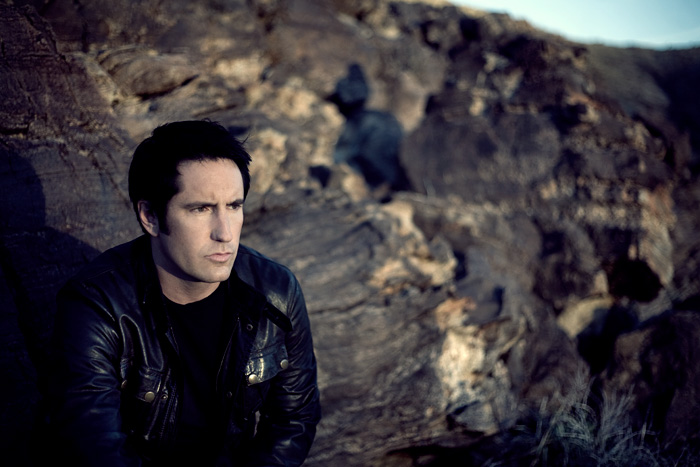
Trent Reznor en 2008.

En février 2008, Reznor publie une mise à jour sur le site de Nine Inch Nails intitulée 2 Weeks. Le 2 mars, Ghosts I-IV, un album composé de 36 morceaux instrumentaux, est disponible sur internet à différents tarifs allant du simple téléchargement gratuit à un coffret très luxueux limité à 2500 exemplaires pour 300 $. Les versions en téléchargement sont disponibles depuis le 2 mars 2008, la version double-CD depuis le 8 avril 2008 et les coffrets depuis le 1er mai 2008. À l'origine, l'album contient 36 chansons mais les détenteurs de l'édition Deluxe ont eu la surprise de découvrir que deux nouvelles chansons inédites sont intégrées (les pistes 37 et 38). L'album est édité sous la licence Creative Commons Attribution Non-Commercial Share Alike license (CC-by-nc-sa),. L'album a été créé de façon improvisé sur une période de dix semaines avec divers collaboration incluant Atticus Ross, Alan Moulder, Alessandro Cortini, Adrian Belew et Brian Viglione.
Semblable à l'annonce qui aboutira finalement à la publication de Ghosts I-IV, un post sur le site du groupe en avril 2008 est publié : 2 weeks!. Le 5 mai, Nine Inch Nais publie The Slip (qui n'a pas réussi à atteindre le Top 10 en Australie) par l’intermédiaire de leur site internet sans aucune publicité ou promotion. L'album est mis à disposition en téléchargement gratuit avec un message de « Reznor » : « this one's on me » (« celui-ci est pour moi / c'est moi qui régale »), protégé par la même licence Creative Commons licence que Ghosts et a été téléchargé plus de 1,4 million de fois. The Slip est publié en format CD et en édition limitée à 250 000 exemplaires.
Depuis la sortie de Ghosts I-IV et de The Slip, une tournée de 25 jours intitulé Lights in the Sky, a été annoncé dans plusieurs villes nord-américaines, et est ensuite prolongée pour inclure plusieurs dates en Amérique du Nord et du Sud. Cortini et Freese reviennent en tant que membres-live, tandis que Robin Finck rejoint le groupe. Justin Meldal-Johnsen a été ajouté à la guitare basse. Freese et Cortini ont décidé de quitter NIN. Avec l'arrivée d'Ilan Rubin à la batterie, le groupe passe à quatre membres,.
Le 7 janvier 2009, Reznor met en ligne des séquences de trois concerts inédits en qualité HD (plus de 400 Go) via BitTorrent. Dans une réponse immédiate, une organisation de fans connue sous le nom This One Is On Us télécharge rapidement les données et commence à assembler les images avec leurs propres enregistrements vidéo pour créer un film en trois parties, suivie d'une sortie commerciale créée « par les fans pour les fans,. » Ce documentaire, tourné collectivement et intitulé Another Version of the Truth est sorti entre fin décembre 2009 et février 2010 via trois formats : DVD, Blu-ray et BitTorrent. À ce jour, le groupe et le projet reçoivent beaucoup d'attention de médias tels que USA Today, le magazine Rolling Stone, Techdirt et Pitchfork.
Nine Inch Nails Revenge, est un jeu de rythme développé par Tapulous, publié le 8 mars 2009 (cinq mois après l'annonce du développement du jeu) exclusivement sur iPhone/iPod touch. Cet opus de la franchise Tap Tap est thématisé sur l'univers de Nine Inch Nails, et comprend des pistes de Ghosts I-IV et de The Slip,.

### Wave Goodbye Touret pause (2009–2012)

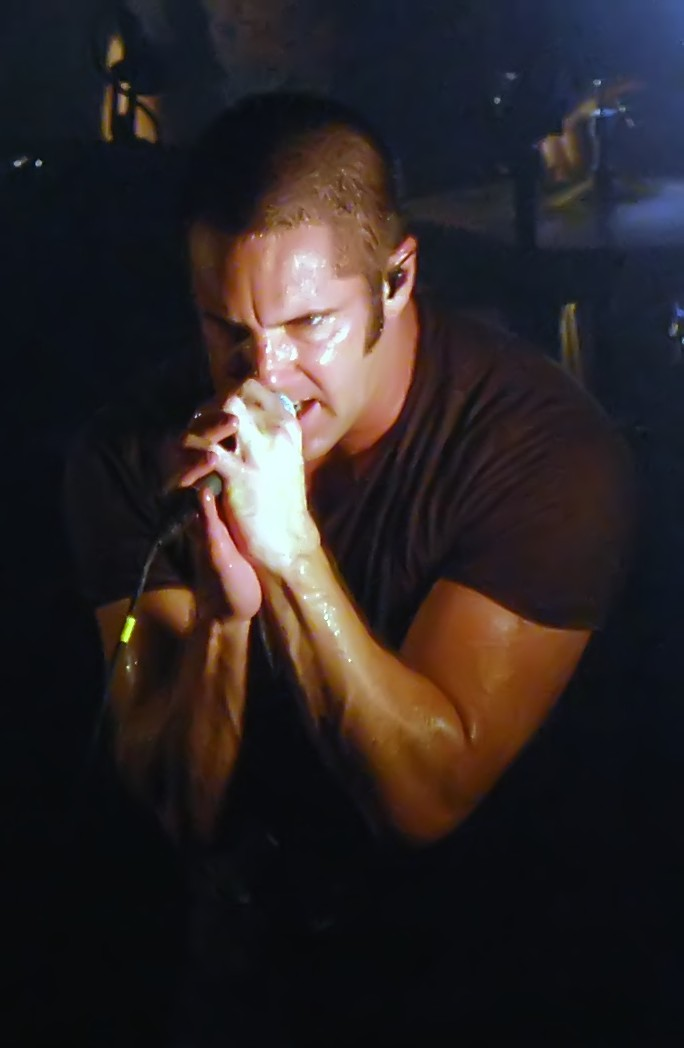
Reznor sur scène au Music Box à Hollywood le 8 septembre 2009.

En février 2009, Reznor fait part de ses réflexions quant à l'avenir de Nine Inch Nails sur son site officiel : « J'ai beaucoup réfléchi, le moment est venu de faire disparaître NIN pendant un certain temps. » Les derniers concerts de Nine Inch Nails sont donnés le 10 septembre 2009, au Wiltern Theater à Los Angeles. Reznor publie depuis deux pistes sous le nom de Nine Inch Nails : la chanson thème du film Tetsuo: The Bullet Man, et la reprise de U2 Zoo Station, inclus dans le Achtung Baby de l'album AHK-toong BAY-bi Covered.
Toujours en 2009, Reznor épouse Mariqueen Maandig,, et forme un projet avec elle et Atticus Ross baptisé How To Destroy Angels. Leur première sortie, un EP éponyme de six titres, est mis en ligne gratuitement en juin 2010. Ross et Reznor coécrivent et produisent la bande-son du film de David Fincher, The Social Network, et reçoivent deux prix pour la meilleure bande-son : un Golden Globe Award 2010, pour la meilleure bande-originale originale du film, et un Oscar pour la meilleure bande originale. Reznor et Ross ont de nouveau collaboré pour la bande-son de Millénium : Les Hommes qui n'aimaient pas les femmes (The Girl with the Dragon Tattoo) sortie en décembre 2011.
Dans une interview accordée à BBC Radio 1 Reznor indique qu'en 2012, qu'il écrirait une bonne partie de  l'année avec Nine Inch Nails « en tête ». Il déclare : « J'ai l'intention de passer une bonne partie de l'année à venir à composer avec ça à l'esprit. Et nous verrons ce qui se passera. »

### Retour etHesitation Marks(2012–2015)
Le 25 février 2013, Trent Reznor déclare au magazine Pitchfork que Nine Inch Nails se reformait pour une série de concerts en 2013 et 2014. La formation de tournée sera composée de : Eric Avery (basse), Adrian Belew (guitare), Josh Eustis (électronique), Alessandro Cortini (claviers) et Ilan Rubin (batterie). Le 28 mai 2013, Trent Reznor annonce la sortie dans l'année d'un nouvel album de Nine Inch Nails, sous le label Columbia Records,,. À la suite de la publication d'un premier titre intitulé Came Back Haunted le 3 juin 2013, le groupe annonce pour le 3 septembre 2013 la sortie d'un nouvel album qui s'appellera Hesitation Marks.
En 2014, le groupe part en tournée mondiale comme quatuor. La formation comprend Ilan Rubin, Alessandro Cortini, et Robin Finck,. Le groupe est rejoint par Queens of the Stone Age à leur passage en Australie et en Nouvelle-Zélande. La tournée se termine en Europe aux côtés du groupe de synthpop Cold Cave.
Après un mois de pause, Nine Inch Nails tourne avec Soundgarden. Ils jouent aussi avec le groupe de hip-hop expérimental Death Grips. Deux semaines en tournée, Death Grips annonce une pause et annule les dates prévues. Oneohtrix Point Never, The Dillinger Escape Plan et Cold Cave remplacent tour à tour Death Grips pour le reste de la tournée. En 2014, Nine Inch Nails est nommé pour le Rock and Roll Hall of Fame parmi 14 autres candidats. Le groupe se place second au Rock and Roll Hall of Fame Nominees Fan Vote en 2015. En 2015, Nine Inch Nails est de nouveau nommé au Rock and Roll Hall of Fame.
En juin 2015, Nine Inch Nails publie la version instrumentale de The Fragile et With Teeth exclusivement sur Apple Music. En décembre 2015, Reznor rapporte le retour de Nine Inch Nails en 2016.

### DeNot the Actual EventsàBad Witch(depuis 2016)
En octobre 2016, Reznor annonce aux fans impatients que, malgré l'absence du groupe sur scène, « 2016 n'est pas encore terminé. » En décembre 2016, Reznor détaille le retour du groupe en fin d'année. Trois jours plus tard il annonce un EP intitulé Not the Actual Events et la réédition de Broken, The Downward Spiral, The Fragile, With Teeth, Year Zero, et The Slip pour 2017. Le groupe annonce aussi The Fragile: Deviations 1. Not the Actual Events est publié le 23 décembre 2016.
Le 21 juillet 2017, le groupe publie un nouvel EP intitulé Add Violence. Il est annoncé comme étant le second volet de la trilogie initiée par Not the Actual Events.
Le neuvième album studio et dernière partie de la trilogie, Bad Witch est sorti le 22 juin 2018.
Le 26 mars 2020, le groupe publie deux albums : Ghosts V: Together et Ghosts VI: Locust en téléchargement gratuit sur son site officiel. Comme leur prédécesseur de 2008, Ghosts I-IV, ces albums sont instrumentaux, mais les morceaux qui les composent ont un titre, et pas seulement un numéro comme l'album de 2008.

## Style musical

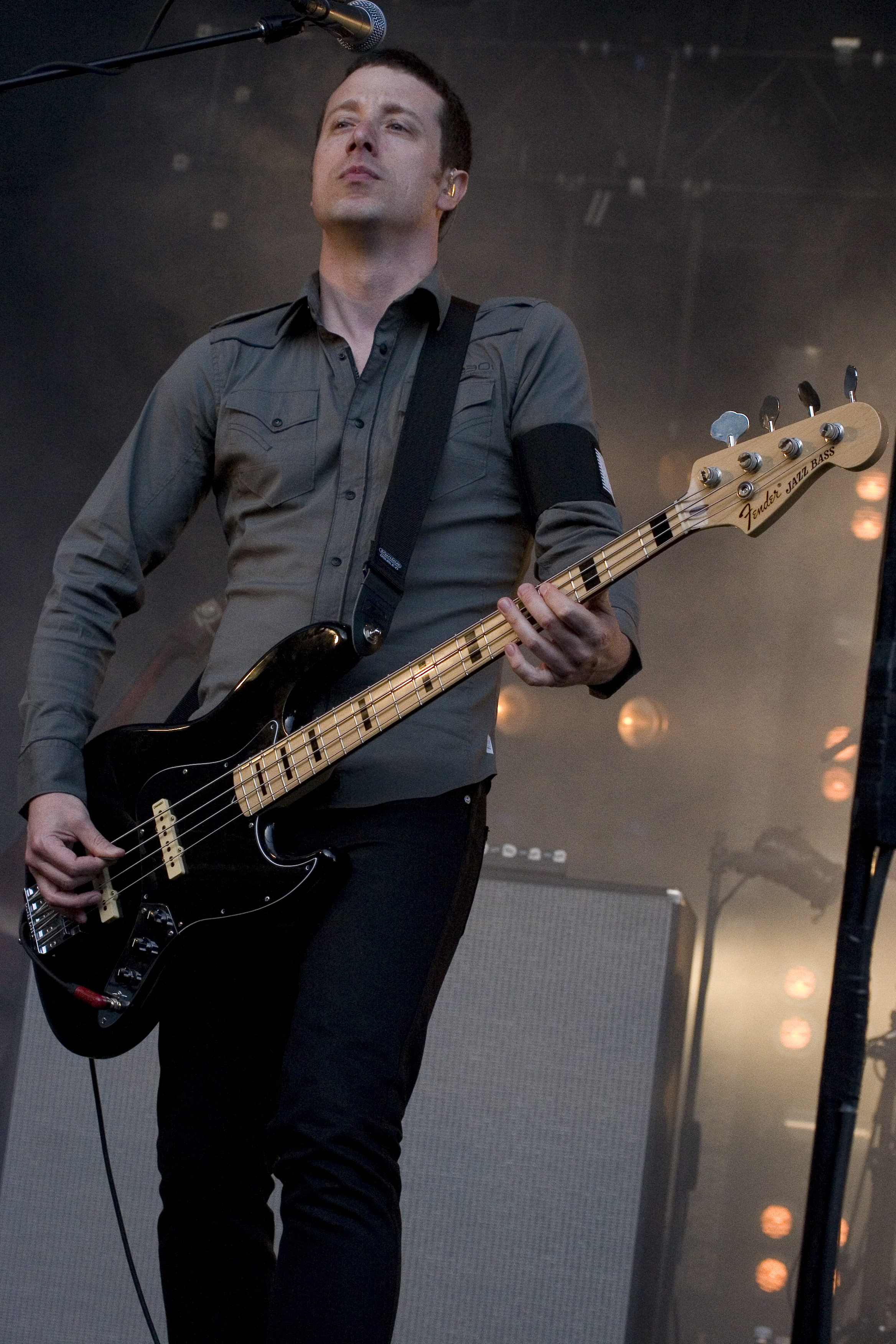
Justin Meldal-Johnsen, ancien bassiste de Nine Inch Nails.

Trent Reznor cite des groupes et des artistes tels que Ministry, Skinny Puppy, Depeche Mode, Big Black, Cabaret Voltaire, Chrome, David Bowie, Devo, Einstürzende Neubauten, Queen, Kiss, Front 242, Gary Numan, New Order, Pink Floyd, Renegade Soundwave, Sleep Chamber, Suicide, Killing Joke, Throbbing Gristle, Coil et Young Gods comme influences artistiques.
AllMusic déclare que « Nine Inch Nails est l'un des groupes 'industriels' les plus populaires et qu'ils ont largement contribué à faire connaître cette musique à un grand public. » Reznor n'a jamais fait référence à son propre travail comme de la musique industrielle, mais avoue avoir emprunté quelques techniques de ce type à des groupes comme Throbbing Gristle et Test Dept. En dépit de la disparité entre les artistes qui initialement opèrent sous le terme « industriel » et Nine Inch Nails, il est devenu courant dans les descriptions journalistique que le travail de Reznor soit décrit en tant que tel. Reznor reconnait dans le magazine Spin que « Down in It » a été influencé par les débuts de Skinny Puppy, en particulier la chanson Dig It ; d'autres chansons de Pretty Hate Machine sont décrites dans la même interview étant du synthpop. Steve Cooper note sur l'album The Fragile qu'il est une juxtaposition de genres très variés, comme le solo de piano sur « The Frail » et des éléments de drum and bass sur Starfuckers, Inc..
Certaines techniques et styles peuvent être retrouvés dans la discographie de Nine Inch Nails. Les chansons comme Wish et The Day the World Went Away présentent un certain nombre de nuances. Le chant de Reznor suit un modèle semblable ; passant fréquemment des chuchotements aux hurlements. Il utilise également un logiciel pour modifier les voix dans plusieurs chansons (Speakerphone), comme en témoignent Starfuckers, Inc. et« Burn ». La musique du groupe propose également de temps en temps des signatures de temps complexes, comme dans « The Collector » de l'album « With Teeth »,. Reznor utilise régulièrement la bruit et la distorsion dans ses arrangements, et intègre la dissonance avec la chromatique et/ou l'harmonie. Ces techniques sont toutes utilisées dans la chanson « Hurt », qui dispose d'un triton joué à la guitare électrique pendant les couplets à B5#11, particulièrement lorsque Reznor chante la onzième note sur le mot I chaque fois que la B/E# est joué. La chanson Closer inclut des motifs au piano chromatique : la mélodie ne débute que lors du deuxième couplet de Piggy à l'orgue, puis réapparaît les power chords en Drop D tout au long du refrain de « Heresy », tandis que l'inverse (ordre croissant) est utilisé tout au long de A Warm Place, puis revient à son état d'origine pour la dernière fois sur The Downward Spiral. Sur « The Fragile », Reznor revisite cette technique de la répétition des motifs à plusieurs reprises tout au long des différentes chansons, que ce soit sur un instrument de musique différent, avec une harmonie transposée ou avec un tempo altéré. Beaucoup des chansons de Year Zero disposent d'une longue fin instrumentale, qui englobe toute la seconde moitié de la troisième minute de The Great Destroyer, AllMusic décrit comme des « ...bourrasques de guitares contre des parasites, des signaux sonores, des bruits, avec des taches floues de percussions, des attaques soniques qui occupent une place importante, déformées, organiques, en boucle, vissées et brisées. »
Les sujets abordés dans les chansons de Nine Inch Nails, surtout sur les explorations sombres de soi, vont des problèmes personnels, à la société, la religion, l'existentialisme, la déconstruction et la politique. Trois des albums studios de Nine Inch Nails sont des albums-concept : The Downward Spiral, suivi de The Fragile lui-même suivi de Year Zero. With Teeth devait être un album concept sur un rêve qui ne se finit jamais et qui se produit en fait dans la réalité, mais finalement Reznor abandonne cette idée.

## Influence et héritage
Nine Inch Nails influencera de nombreux artistes. Après la sortie de The Downward Spiral, des artistes « traditionnels » commencent à prendre conscience de l'influence de Nine Inch Nails : David Bowie compare l'impact de Reznor à celui du Velvet Underground. Bob Ezrin, producteur de Pink Floyd, Kiss, Alice Cooper et Peter Gabriel, décrit Reznor en 2007 comme un « véritable visionnaire », qui a influencé de jeunes artistes avec son attitude sans compromis.
Nine Inch Nails reçoit quatre prix sur vingt-cinq nominations, dont deux Grammy Awards pour les chansons Wish et Happiness in Slavery respectivement en 1993 et 1995. Nine Inch Nails a reçu deux Kerrang! Awards, l'un d'entre eux étant le Kerrang! Icon en 2006, récompensant les contributions globales du groupe depuis 1988, et depuis longtemps, son influence sur la musique rock,,. Le groupe reçoit également neuf nominations lors des MTV Video Music Awards pour plusieurs de ses vidéos, dont deux nominations pour le clip Closer et cinq nominations pour The Perfect Drug ; meilleur clip et meilleur clip de l'année.
En 1997, Reznor apparait dans la liste du magazine Times des personnalités les plus influentes de l'année, le magazine Spin le décrit comme l'« artiste incontournable de la musique. » Le Recording Industry Association of America certifie les ventes du groupe à 10,5 millions d'albums aux États-Unis, ce qui représente près de la moitié des ventes déclarées du groupe à travers le monde à cette époque. En 2003, le magazine Rolling Stone place The Downward Spiral à la 200e place sur la liste des 500 plus grands albums de tous les temps et l'année suivante, il classe Nine Inch Nails numéro 94 dans la liste des 100 plus grands artiste de tous les temps.
Nine Inch Nails a influencé un grand nombre de groupes et d'artistes comme 12 Rounds, Ajanta, Evanescence, Fear Factory, Filter, Hate Dept., Korn, Linkin Park, Marilyn Manson, Mudvayne, System of a Down, Orgy, Prick, Stabbing Westward, 2wo et VAST.

## Performances live

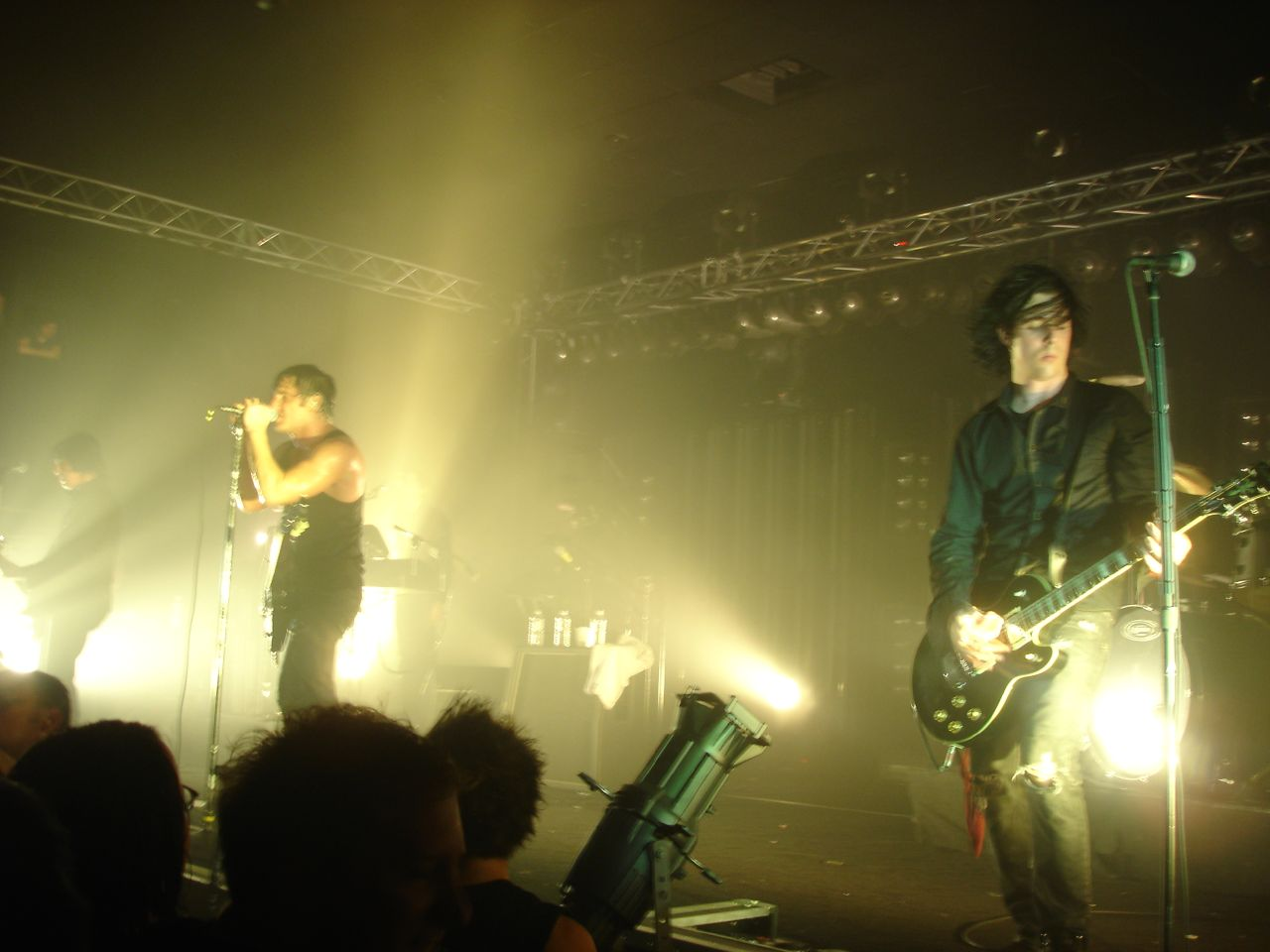
Nine Inch Nails en 2005.

Reznor a longtemps été le seul membre officiel de Nine Inch Nails avant d'être rejoint par Atticus Ross en 2016. Toutefois, il doit former un groupe de musiciens pour jouer ses chansons en concert. Ce groupe de scène, également connu sous le nom Nine Inch Nails, réarrange souvent les chansons du groupe, créant un son différent de celui des enregistrements studio. Les membres du groupe sont parfois invités à participer aux enregistrements, mais le processus créatif au sein du studio a toujours été exclusivement dirigé par Reznor.
La composition du groupe a eu tendance à changer radicalement d'une tournée à l'autre : hormis Reznor, seul membre constant au chant, à la guitare, et aux claviers, aucun membre du groupe n'est resté depuis sa création. Reznor invoque entre autres la longue période de gestation entre les albums studio comme raison de ces changements de personnel.
Pour sa tournée de reformation, Reznor s'entourera par exemple d'Adrian Belew avec qui il déclare avoir travaillé sur du nouveau materiel pour NIN. Il justifie donc logiquement son intégration au sein du nouveau groupe live. En 2009, la dernière formation du groupe est composée de Reznor, de Robin Finck, de Justin Meldal-Johnsen et de Ilan Rubin,.

## Distribution
Alors en conflit avec Universal, Nine Inch Nails utilise The Pirate Bay pour distribuer des compilations gratuitement. Lors d'un concert en 2007, Trent Reznor appelle ses fans australiens à « voler » son dernier album en date, Year Zero, pour protester contre le prix prohibitif appliqué à celui-ci en Australie.

## Membres

### Membres actuels
- Trent Reznor (depuis 1988)
- Atticus Ross (depuis 2016)

## Discographie
- 1989 : Pretty Hate Machine
- 1992 : Broken
- 1994 : The Downward Spiral
- 1999 : The Fragile
- 2005 : With Teeth
- 2007 : Year Zero
- 2008 : Ghosts I-IV
- 2008 : The Slip
- 2013 : Hesitation Marks
- 2016 : Not the Actual Events
- 2017 : Add Violence
- 2018 : Bad Witch
- 2020 : Ghosts V: Together / Ghosts VI: Locusts

## Collaborations

### Musique
- Trent Reznor a produit et composé plusieurs titres de l'album de Saul Williams : The Inevitable Rise And Liberation Of Niggytardust, album vendu sur le net où l'acheteur avait le choix entre donner 5 $ ou rien.
- L'intégralité de la bande-son et des effets sonores du jeu Quake sont crédités à Trent Reznor et à Nine Inch Nails. Certaines armes du jeu sont des pistolets à clous et les boîtes de leurs cartouches sont décorées du logo NIИ du groupe.
- Trent Reznor a produit l'unique album du projet 2wo de Rob Halford (chanteur de Judas Priest). Cet album, Voyeurs, est sorti en 1998.
- Trent Reznor apparaît sur les albums Era Vulgaris et …Like Clockwork de Queens of the Stone Age en 2007.
- Trent Reznor a également été contacté pour créer les effets sonores pour le jeu Doom 3, mais ceux-ci n'ont finalement pas été utilisés. La musique d'introduction du jeu a été composée par Chris Vrenna.
- On peut entendre le morceau The Mark has Been made dans Need For Speed Undercover.
- On peut entendre la chanson The Hand that Feeds dans Midnight Club 3 : DUB Edition (disponible sur la radio pendant les courses)
- Trent Reznor a produit Portrait of an American Family et Antichrist Superstar, les 2 premiers albums de Marilyn Manson. Il a aussi produit Smells Like Children, l'EP sur lequel figure la célèbre reprise de Sweet Dreams (Are Made of This). Marilyn Manson est le protégé de Trent Reznor durant toute cette période, le propulsant sur le devant de la scène mondiale en assurant les premières parties de Nine Inch Nails durant le Self-Destruct Tour en 1994.

### Films et séries télévisées
- On peut entendre deux courts extraits dans l'épisode Little Minnesota (saison 4, épisode 11) de How I Met Your Mother dès la première minute.
- On peut entendre Into the Void à la 45e minute de Destination finale (le titre passe à la radio dans une voiture).
- NIИ a fait une partie de la bande originale de Man on Fire.
- On note également la présence (vers 1h17) de Trent Reznor dans Light of Day à plusieurs reprises. Il y fait d'ailleurs une reprise de True Love Ways.
- L'apparition de Fist Fuck dans Resident Evil lorsque Alice tue les dobermans.
- Dans le générique de Seven, on y entend Closer (Precursor) (non crédité au générique)
- Pendant le film Tomb Raider, il y a Deep.
- Dans le film The Crow, on entend Dead Souls une reprise de Joy Division. Le groupe est présent dans la bande originale avec The Cure ou encore Machines of Loving Grace (en).
- Dans la bande originale de Le Fan, on entend Closer To God, Art of Self Destruction Part. 1 et Closer (Further Away)[174].
- Trent Reznor a participé à la BO du film Lost Highway de David Lynch avec les morceaux : The perfect Drug, Driver down et Videodrones; Questions.
- Dans The Doom Generation de Gregg Araki, on entend Heresy au début du film.
- Dans Les Experts (saison 3, épisode 15) : on entend Closer dans le club sado-maso.
- Dans Les Experts (saison 3, épisode 5) : à partir de la 5e minute, on entend Just like you imagined (The Fragile), lors de l'entretien entre Grissom et le magicien; puis à 31 minutes 15 secondes: The Mark Has Been Made (The Fragile).
- Dans Tueurs nés (ou Natural Born Killers), on peut entendre Burn, Something I can never have ainsi que A warm place. C'est d'ailleurs Trent Reznor qui a fait l'assemblage de la bande originale du film.
- Dans The Hitcher, on entend Closer lorsque le tueur en série abat un hélicoptère et plusieurs voitures de police ainsi que lors de la poursuite en voiture. On peut également entendre The mark has been made dans le trailer du même film.
- Dans le premier épisode de la série MillenniuM, on peut entendre tout le long de l'épisode Piggy.
- Just Like You Imagined (The Fragile) est la musique de la Bande Annonce du film 300.
- Dans Wanted : Choisis ton destin de Timur Bekmambetov : au début du film on peut découvrir Everyday is Exactly the Same de l'album With Teeth, lorsque Wesley passe au distributeur.
- Au début du 2e épisode de la saison 1 de Esprits criminels (Criminal Minds), on peut entendre le début de Every day is exactly the same
- Dans Terminator Renaissance de McG : pendant le film on peut entendre The day The World Went Away de l'album The Fragile.
- Dans le 18e épisode de la série télévisée Fringe, alors qu'Olivia et Peter sont à la recherche d'une tueuse dans une boîte de nuit en banlieue de Boston, on peut entendre la chanson Discipline.
- Dans la bande-annonce de A Perfect Getaway, on peut attendre la chanson The Wretched.
- Dans le jeu vidéo Need for Speed: Undercover on peut entendre The Mark has Been Made et The Warning.
- Dans le générique de fin du film Doom adapté du jeu vidéo, on entend You Know What You Are ? de l'album With Teeth.
- Dans le jeu vidéo Guitar Hero: Warriors of Rock on peut jouer la chanson Wish issue de l'album Broken.
- Dans la bande-annonce du film Avengers de Joss Whedon se trouve le titre We're In This Together, de l'album The Fragile.
- On peut entendre la chanson Last dans le générique de fin du film La Cabane dans les bois de Drew Goddard.
- On peut entendre des extraits du morceau Corona Radiata dans le film Café de Flore de Jean-Marc Vallée.
- Dans le jeu vidéo Portal: Prelude, on peut entendre 3 Ghosts I, 7 Ghosts I et 9 Ghosts I de l'album Ghosts I-IV.
- Dans la série Twin Peaks: The Return de David Lynch, le groupe interprète la chanson She's gone away dans l'épisode 8.
- On peut entendre la chanson Hurt (chanson de Nine Inch Nails) à la fin du 10e épisode de la saison 2 de la série d'animation Rick et Morty.
- Dans la série The Bear, on peut entendre :
  - Saison 2, épisode 8 : « The day the world went away » de l'album The Fragile,
  - Saison 2, épisode 10 « Hope we Can again » de l'album Ghosts V,
  - Saison 3, épisode 1 « Together » de l'album Ghosts V.
- Dans The Shadow Strays de Timo Tjahjanto, nous pouvons entendre une version du morceau The Great Destroyer lors de l'ouverture du générique de fin.
- NIN assurera la bande originale du film Tron Ares, qui sortira à l’automne 2025